# Johnston Forbes-Robertson
Johnston Forbes-Robertson (Londra, 1853 – St. Margaret's Bay, 1937) è stato un attore teatrale inglese.
Studiò prima a Londra e poi a Parigi e poi entrò alla Royal Academy School per seguirvi corsi di pittura. Nel 1874 accettò la parte di attore in Mary Queen of Scots di W.G. Willis. Da allora fece parte delle più note compagnie e recitò accanto alle migliori attrici della scena inglese: Genevieve Ward, Helena Modjeska, Mary Anderson e Gertrude Elliott.
Forbes-Robertson fu un attore colto, intelligente e versatile.
La sua migliore interpretazione fu però l'Amleto, del quale fece il suo cavallo di battaglia. L'attore, infatti, seppe impersonare il protagonista in un modo insuperabile, fin nelle minime sfumature, divenendo così "Il miglior Amleto del teatro inglese".